# 신성한, 이혼
《신성한, 이혼》은 매주 화요일 강태경 작가가 다음 웹툰에서 연재했던 웹툰이다. 2019년 9월 10일 첫 연재를 시작했고 2021년 8월 31일 에필로그를 끝으로 완결되었다.
이를 원작으로 한 드라마 《신성한, 이혼》이 2023년 3월 4일부터 JTBC에서 방영된다. 드라마 방영과 동시에 총 7화 분량의 웹툰 외전이 카카오 웹툰과 카카오페이지에서 동시 연재된다.

## 같이 보기
- 신성한, 이혼 (드라마)